# Le Comédien (film, 1948)
Pour les articles homonymes, voir Comédien (homonymie).
Pour plus de détails, voir Fiche technique et Distribution.
Le Comédien est un film français écrit et réalisé par Sacha Guitry, sorti en 1948.

## Synopsis
La vie de Lucien Guitry, prestigieux acteur de théâtre et père de Sacha.
Le film tout entier est un reportage. Reportage sur la vie de Lucien Guitry, joué par son fils. Reportage sur le théâtre de Guitry. Reportage sur le comédien Sacha qui joue son rôle et celui de son père, parfois dans la même scène.

## Fiche technique
- Réalisation : Sacha Guitry
- Scénario, adaptation et dialogues : Sacha Guitry, d'après sa pièce
- Photographie : Nicolas Toporkoff
- Musique : Louis Beydts
- Costumes :Jacques Griffe, Maggy Rouff
- Décor : René Renoux
- Son : René Louge
- Montage : Jeanne Berton
- Production : Union cinématographique lyonnaise
- Directeur de production : Jean Mugeli
- Genre : Film biographique
- Durée : 95 minutes (1h35)
- Date de sortie :
  - France : 26 février 1948
- Affiche : Duccio Marvasi (France)

## Distribution
- Sacha Guitry : Lucien Guitry et Sacha Guitry
- Lana Marconi : Catherine Maillard
- Pauline Carton : Élise Bellanger, l'habilleuse
- Simone Paris : Margaret Simonest
- Marguerite Pierry : Antoinette Vivier
- Ludmilla Pitoëff : Eleonora Duse
- Jacques Baumer : M. Maillard, l'oncle de Catherine
- Robert Seller : l'acteur médiocre
- Maurice Teynac : André Leclerc, l'auteur dramatique
- Léon Belières : Albert Bloch, le directeur du théâtre
- José Noguero : le journaliste argentin
- Sandra Milowanoff : la servante russe
- Yvonne Hébert : la directrice du cabinet de lecture
- Madeleine Suffel : la cuisinière des Guitry
- Jeanne Véniat : Mme Guitry mère
- Jacques Courtin : M. Guitry père et Lucien Guitry jeune
- Didier d'Yd : Lucien Guitry enfant
- André Veyret : Lucien Guitry adolescent
- André Brunot : Monrose
- Georges Saint-Paul : Georges Lemaire, le régisseur
- Georges Grey : l'élève préféré de Pasteur
- Georges Bever : le client
- Léon Walther : M. Aubril
- Jean Périer : Jean Périer
- Henry Charrett : Joseph Meister
- Albert Broquin : le machiniste
- Louis Vonelly : l'admirateur